# 仁嘉隆 (甘榜)
仁嘉隆甘榜是一个众多马来人居住的村庄。位于马来西亚雪兰莪的瓜拉冷岳县。

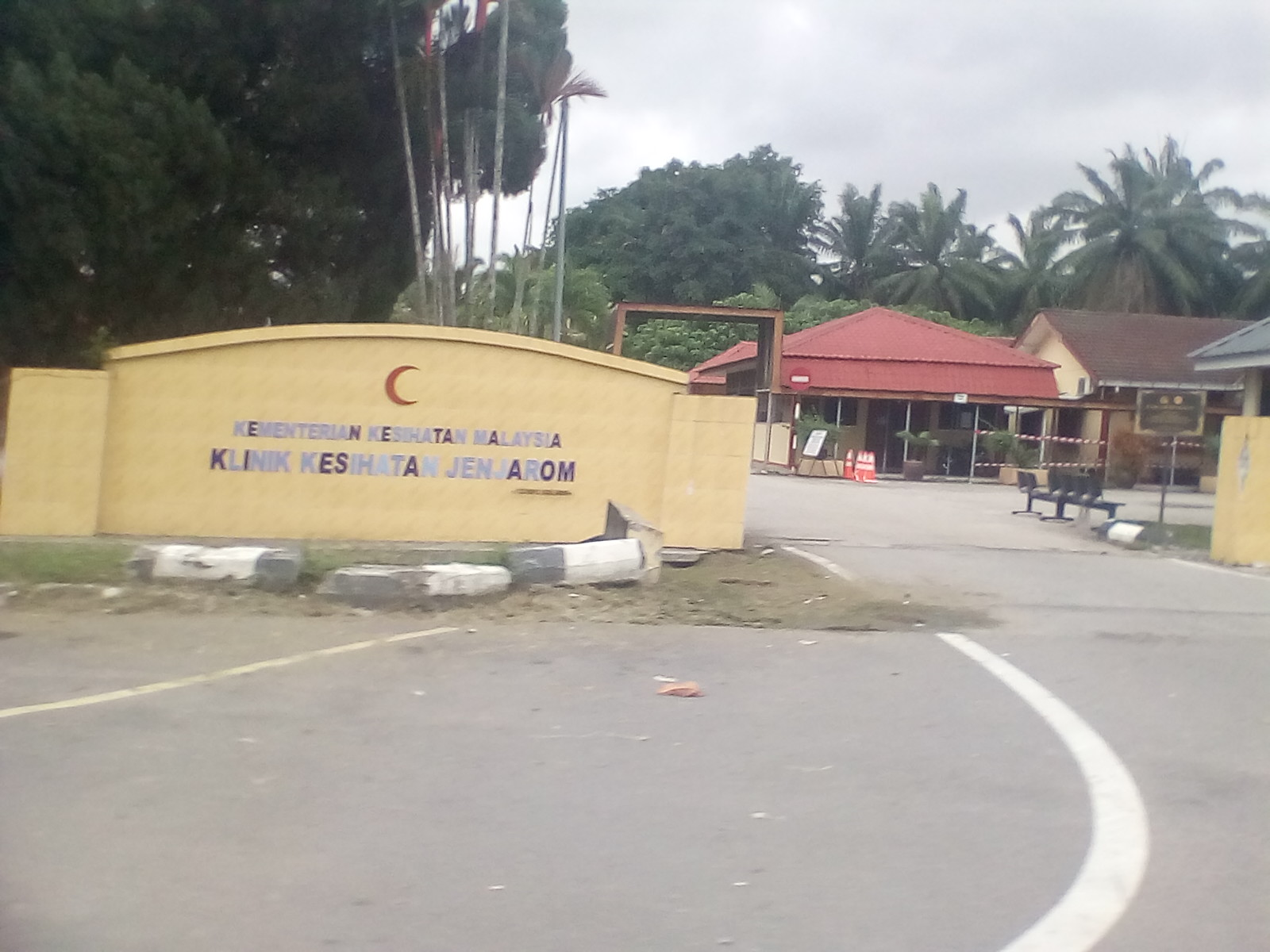
仁嘉隆政府诊疗所，就位于仁嘉隆甘榜。

宜康省和仁嘉隆国民中学位于仁嘉隆甘榜，距离华人新村仁嘉隆大约1或2公里就能抵达。

## 活动
乡村发展委员会（JKKK）举办的商业活动和各种体育活动，使仁嘉隆甘榜居民与周边村庄居民之间的友谊得以延续。因此，这项活动有助于在村庄社区中建立健康良好的生活方式。
仁嘉隆甘榜经常举行的活动有体育赛事、排球比赛、乒乓球比赛、五人制足球、清理村庄和大扫除以及艺术和宗教活动，例如玩甘美兰和念古兰经朗诵比赛。

## 外部来源
- 仁嘉隆的Facebook專頁